# Jess Phillips
Jessica Rose Phillips z domu Trainor (ur. 9 października 1981 w Birmingham) – brytyjska polityczka, członkini Partii Pracy. Od 2015 posłanka do Izby Gmin.

## Życiorys

### Młodośc i wykształcenie
Urodziła się i wychowała w Birmingham. Jest córką nauczyciela języka angielskiego i urzędniczki NHS. Oboje jej rodzice należeli do Partii Pracy. Ukończyła historię społeczno-gospodarczą i politykę społeczną na Uniwersytecie w Leeds oraz studia podyplomowe z zakresu zarządzania w sektorze publicznym na Uniwersytecie w Birmingham. Pracowała m.in. dla Women's Aid (organizacji walczącej z przemocą domową wobec kobiet i dzieci).

### Dziłalność polityczna
W wieku 14 lat wstąpiła do Partii Pracy. Wystąpiła z niej w 2005 (razem ze swoimi rodzicami), w proteście przeciwko decyzji rządu Tony'ego Blaira o udziale wojsk brytyjskich w wojnie w Iraku. Powróciła do partii po przegranych przez nią wyborach parlamentarnych w 2010. W 2012 została wybrana do rady miejskiej Birmingham. Podczas wyborów w 2015 po raz pierwszy kandydowała do Izby Gmin. Zdobyła w nich mandat w okręgu Birmingham Yardley, pokonując Johna Hemminga – dotychczasowego parlamentarzystę z ramienia Liberalnych Demokratów. Uzyskiwała reelekcje poselskie w tym okręgu w latach 2017, 2019 i 2024. 
Po wyborze do niższej izby brytyjskiego parlamentu, początkowo pełniła funkcję prywatnej sekretarz Lucy Powell (będącej ministrem edukacji w gabinecie cieni). W 2016 zrezygnowała z tego stanowiska, protestując w ten sposób przeciwko sposobowi kierowania Partią Pracy przez Jeremy'ego Corbyna. W tym samym roku popierała Angelę Eagle (a po jej rezygnacji z kandydowania – Owena Smitha), w wyborach na stanowisko lidera laburzystów. Podczas kolejnych wewnątrzpartyjnych wyborów, początkowo zgłosiła własną kandydaturę, lecz 31 stycznia 2020 wycofała się z nich i udzieliła poparcia Lisie Nandy. W kwietniu 2020 – po objęciu przywództwa w Partii Pracy przez Keira Starmera, objęła w utworzonym przez niego nowym gabinecie cieni funkcję zastępczyni minister spraw wenętrzych Yvette Cooper, ds. ochrony przed przemocą domową. 15 listopada 2023 zrezygnowała z tego stanowiska, w związku z (odmiennym od oficjanego stanowiska partii) sposobem swojego głosowania w sprawie uchwały dotyczącej zawieszenia broni w Strefie Gazy.
9 lipca 2024, po utworzeniu gabinetu przez Keira Starmera, objęła stanowisko podsekretarza parlamentarnego ds. ochrony i przemocy wobec kobiet i dziewcząt w Ministerstwie Spraw Wewnętrznych.

### Życie prywatne
Jest zamężna i ma dwóch synów. Jej mąż Tom Phillps, jest kuzynem piłakarza Kevina Phillipsa. Gdy miała 20 lat, zdiagnozowano u niej zakażenie wirusem wirusem brodawczaka ludzkiego. Jest autorką 3 książek.